# Protestas por el soterramiento del tren en Murcia
Las protestas por el soterramiento del tren en Murcia fueron una serie de protestas para exigir el soterramiento de las vías del tren de alta velocidad AVE en su llegada a la ciudad de Murcia. Los manifestantes consideraban que la llegada en superficie del tren dividiría la ciudad en dos y aislaría a los barrios del sur. Las protestas, convocadas por la Plataforma Pro-Soterramiento, se realizaron inicialmente cada martes en el paso a nivel del barrio Santiago el Mayor. Desde el 12 de septiembre de 2017, estas protestas se realizaban cada noche.

## Antecedentes
A finales de la década de 1980 un grupo de vecinos de Murcia encabezado por Joaquín Contreras crearon la Plataforma Pro-Soterramiento para exigir el soterramiento de las vías del tren a su llegada a la ciudad. La plataforma consideraba que los pasos a nivel eran un peligro para los peatones. En 2006, se firmó el primer proyecto de AVE que contemplaba el soterramiento de las vías para la ciudad de Murcia.

## Desarrollo
En 2012, el plan del AVE cambió por falta de presupuesto: el tren llegaría a Murcia en superficie. El nuevo plan incluía la instalación de pantallas hasta la Estación de Murcia del Carmen y surgió preocupación entre los vecinos por si existiría un paso para vehículos y peatones durante la construcción. Fue entonces cuando la Plataforma Pro-Soterramiento arrancó una nueva serie de protestas todos los martes exigiendo el soterramiento.

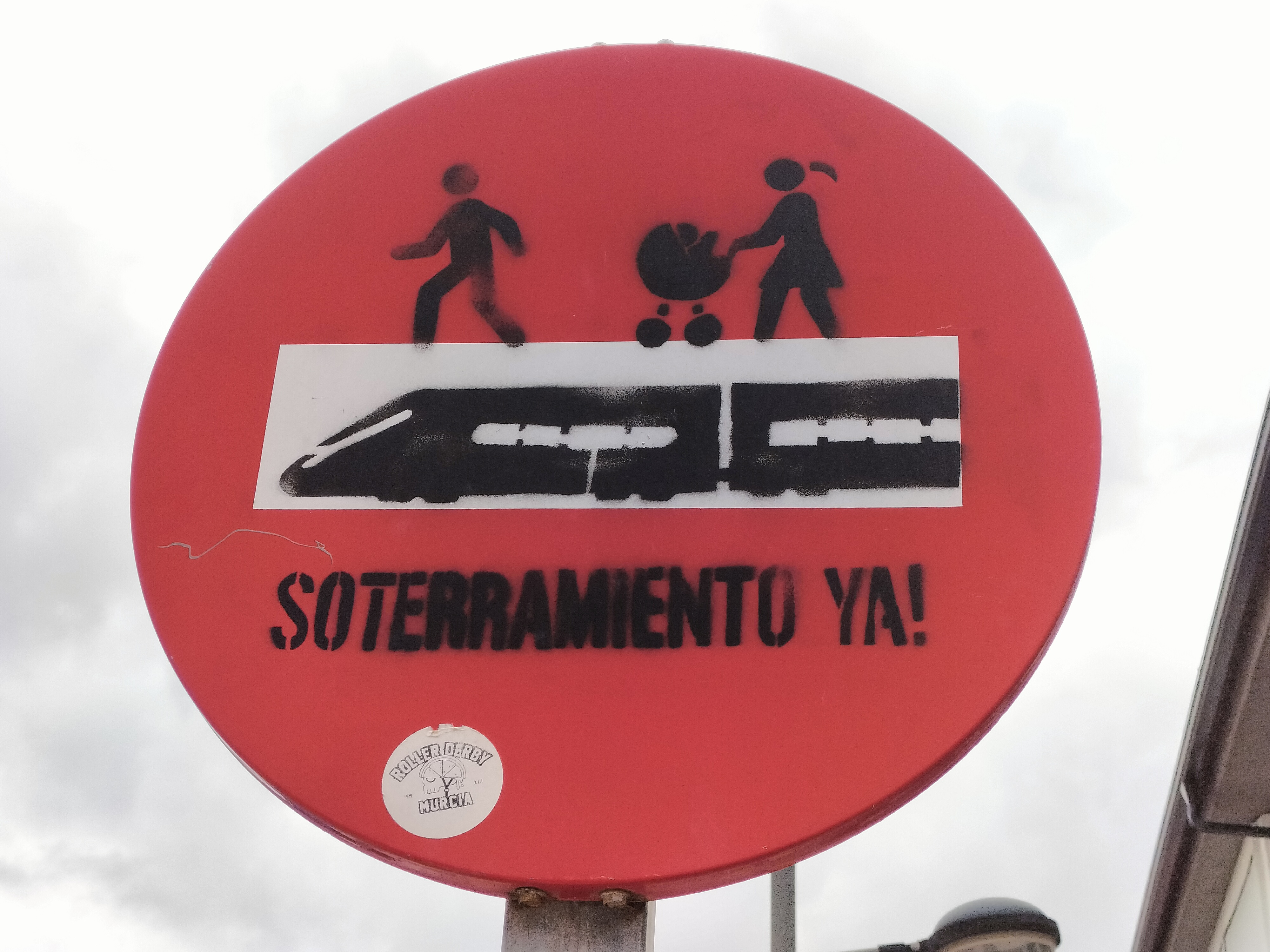
Soterramiento ya

En septiembre de 2017, finalmente se instalaron las pantallas acústicas de metacrilato sin previsión de instalar pasos a nivel para peatones. El martes 5 de septiembre, tras la protesta semanal, comenzó una acampada de protesta que duró una semana. Desde el martes 12 de septiembre de 2017, las protestas se realizan todos los días frente a las vías. Unas semanas después, el 3 de octubre, Adif cerró el paso a nivel de Santiago El Mayor, y los vecinos acudieron en masa para intentar evitarlo. Se produjeron enfrentamientos con la Policía Nacional, que por la noche se recrudecieron, y los vecinos acabaron destruyendo los paneles de metacrilato que pretendían partir la ciudad en dos, aislando a los barrios del sur de la ciudad.

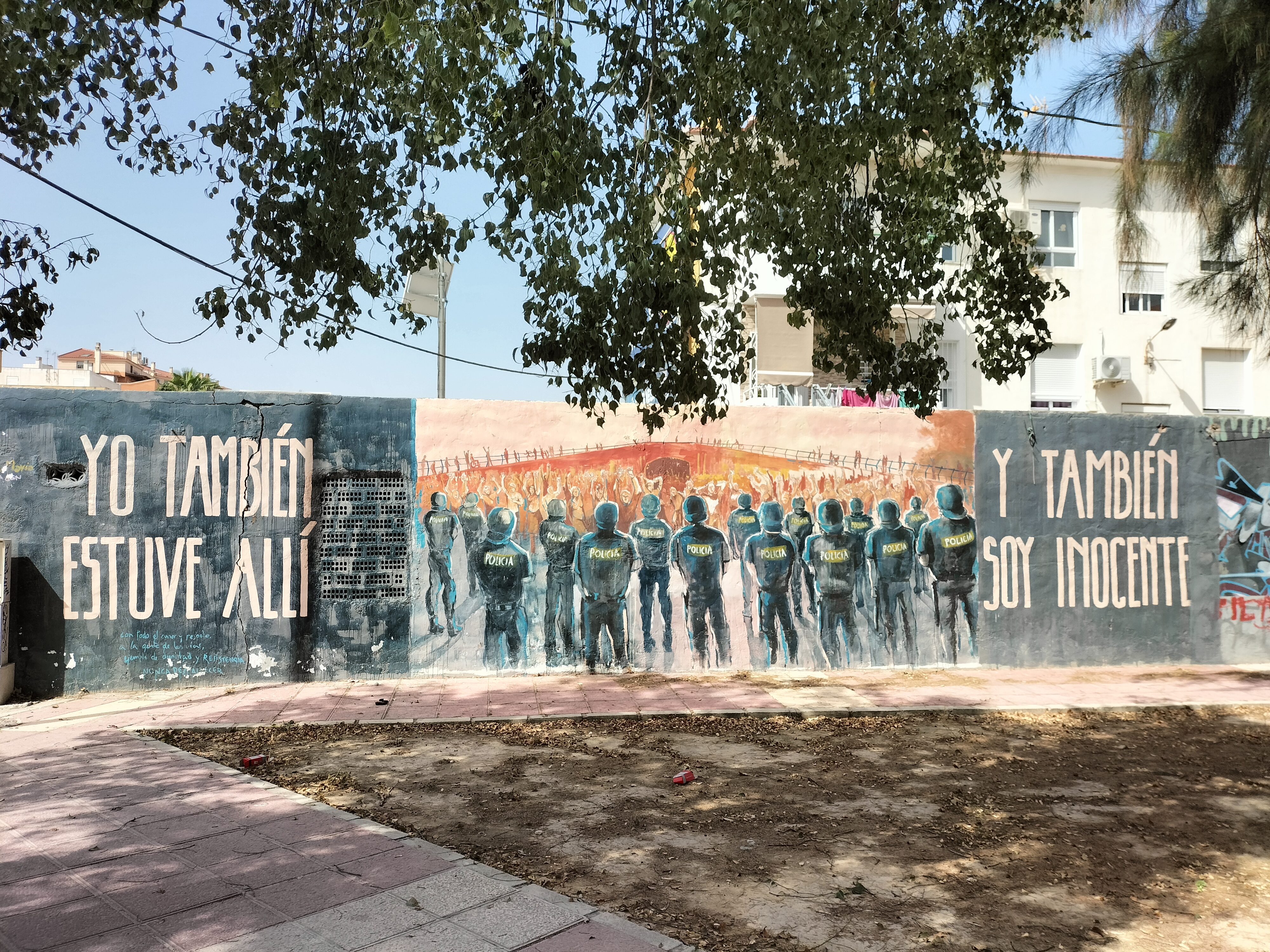
Mural conmemorativo de las protestas solicitando el soterramiento del tren

## 2019-2021: financiación de la segunda parte del soterramiento
El 24 de septiembre de 2019 -dos años después de las protestas masivas-, se publicó en el BOE el convenio suscrito entre ADIF, el Ministerio de Fomento y la Sociedad de Alta Velocidad de Murcia para la financiación de la segunda parte del soterramiento, actualizando el firmado en el año 2006.